# Sollwitt
Sollwitt (północnofryz. Salwit, duń. Solved) – gmina w Niemczech w kraju związkowym Szlezwik-Holsztyn, w powiecie Nordfriesland, wchodzi w skład urzędu Viöl.